# Кунианг-Киш
Кунианг-Киш (Кунианг-Чиш; урду کنیانگ چھیش, Kunyang Chhish) (7852 м) — вторая по высоте вершина хребта Гиспар-Музтаг в Каракоруме. 21-я по высоте в мире и 8-я в Пакистане. Гора возвышается над ледником Гиспар на более чем 4000 метров.
В массив Кунианг-Киш включают три вершины: Кунианг-Киш Главная (7852 м), Кунианг-Киш Северная (7108 м) и Пумари-Киш (Кунианг-Киш Восточная) (7492 м).

## История восхождений
Первая попытка восхождения на Кунианг-Киш была предпринята в 1962 году, но была прервана 18 июля в результате гибели двух восходителей Джеймса Миллса и М. Джонса в снежной лавине. Тела их не были найдены.
Вторая попытка в 1965 году закончилась гибелью ещё одного альпиниста в результате срыва с узкого гребня на высоте около 7200 метров.
Первовосхождение на Кунианг-Киш совершила в 1971 году польская экспедиция под руководством Анджея Завады. Экспедиция прошла длинный путь по южному гребню с ледника Пумари-Киш. На вершину поднялось четыре альпиниста: сам Завада, Анджей Хайнрих, Ян Стрижински, Рысзард Сзафирски. Один альпинист экспедиции погиб в результате падения в ледниковую трещину.
Второе успешное восхождение совершили по северо-западному гребню 11 июля 1988 года два британских альпиниста — Марк Лоу и Кит Милн. По этому маршруту ранее были предприняты безуспешные попытки в 1980, 1981, 1982 и 1987 годах.
Гималайский журнал описывает ещё три попытки восхождения в 2000 и 2003 годах.